# Liên đoàn bóng đá Tajikistan
Liên đoàn bóng đá Tajikistan (tiếng Tajik: Федеросиюни футболи Тоҷикистон, chuyển tự: Federosijuni futboli Toçikiston - FFT) là tổ chức quản lý, điều hành các hoạt động bóng đá ở Tajikistan. FFT quản lý đội tuyển bóng đá quốc gia Tajikistan, tổ chức các giải bóng đá như giải vô địch bóng đá Tajikistan, cúp bóng đá Tajikistan,.... FFT là thành viên của FIFA, Liên đoàn bóng đá châu Á (AFC) và Liên đoàn bóng đá Nam Á (SAFF).
Chủ tịch của Liên đoàn bóng đá Tajikistan hiện nay là Tướng General Sukhrob Kosimov.